# Клокачев Федот Олексійович
Федот Олексійович Клокачьов (15 березня 1739, Горожанський стан, Великолуцька провінція, Новгородська губернія — 27 жовтня 1783, Херсон) — віце-адмірал, командувач Чорноморським флотом Росії, перший кавалер ордену святого Георгія серед російських моряків.

## Біографія
Народився 15 березня 1739 року в селі Горожанський стан Великолуцької провінції Псковської губернії.
1746 року після закінчення Морської академії випущений до Балтійського флоту гардемарином та протягом декількох років плавав з Кронштадту до Архангельська й у зворотньому напрямкові.
Під час Семирічної війни в званні лейтенанта брав участь в Кольберзькій експедиції.
1770 року при спорядженні Першої Архіпелазької експедиції адмірала Григорія Спірідова в званні капітана 1-го рангу був призначений командиром 66-гарматного корабля «Північний Орел»; історик цього походу, Віктор Головачьов, атестує Клокачьова як «найосвіченішу та найпоряднішу людину з тодішніх наших флотських офіцерів». Після тяжкого переходу Німецьким морем «Північний Орел» так потік, що його вирішили переробити на шпитальне судно, а Клокачьова було переведено на 66-гарматний корабель «Європа».
24 червня 1770 року під час атаки на турецький флот в Хіоській протоці Клокачьову випала честь командувати головним кораблем; Головачьов написав нього: «Вітрилами він керував як на маневрах — під градом ворожих ядер „Європа“ тричі повертала оверштаг й вступала в своє місце».
У ніч на 26 червня при Чесмі «Європа» через неузгодженість знялася з якорю набагато раніше інших суден й протягом більше ніж півгодини Клокачьов один бився з усім турецьким флотом, до того ж йому вдалося пострілами запалити один з ворожих кораблів; панікою, яка при цьому почалася, скористалися російські брандери, які довершили знищення турецького флоту. За цю битву Клокачьов 9 липня 1771 року першим серед російських моряків був нагороджений орденом св. Георгія 4-го ступеня (№ 107 за кавалерським списком Судравського та № 128 за списком Григоровича—Степанова).
|  | Під час турецької війни при відправленні його для атаки турецького флоту в гирло порту Чесма з одним кораблем, вступив з відмінною безстрашністю в битву, витримав вогонь всього флоту, поки підійшли інші кораблі. |

Після цього Клокачьов брав участь в нападі на фортеці Пеларі та Мітилена. 13 квітня 1774 року отримав звання капітана бригадирського рангу.
26 листопада 1775 року Клокачьов був нагороджений орденом св. Георгія 3-го ступеня (№ 49 за кавалерськими списками)
|  | За хоробрі та мужні військові звершення, виявлені в атаці турецького флоту, який перебував у Чесменській гавані. |

По поверненні на Балтику Клокачьов командував кораблями «Св. Андрій Первозваний» та «Святий Великомученик Ісидор]]», а також окремими флотськими загонами, серед яких була й Практична ескадра Балтійського флоту.
У липні 1776 року отримав спочатку звання капітана генерал-майорського рангу, а по тому — контр-адмірала. Був призначений командиром Азовської флотилією та портами, змінивши на цій посаді Олексія Сенявіна. За Клокачьова було на Доні закладено дві великі верфі — Новохоперську та Глінотонівську, на яких було розпочато будівництво 44-гарматних фрегатів. Восени 1779 року чотири нових фрегата та два боти було перебазовано з Таганрогу до Дніпровського лиману як окремий загін Азовської флотилії.
1780 року через хворобу був звільнений на два роки у відпустку, а в травні 1782 року призначений до присутності в Адміралтейській колегії, а 28 червня 1782 року отримав звання віце-адмірала.
11 січня 1783 року знову стає командиром Азовської флотилії й від літа того ж року починає перевід головної бази флотилії з Керчі до Ахтіарської бухти, де незадовго до того контр-адміралом Фомою Макензі було закладено нове місто — Севастополь. Таким чином Клокачьов став першим командиром Чорноморського флоту Російської імперії. Наприкінці того ж року Клокачьов надав Адміралтейській колегії першу карту Ахтіарської бухти.
Помер в Херсоні 27 жовтня 1783 року від чуми під час її епідемії.